# Massa reduïda
En física, la massa reduïda és la massa inercial "efectiva" que apareix en el problema dels dos cossos de la mecànica newtoniana. És una quantitat que permet que el problema dels dos cossos que cal resoldre com si es tractés d'un problema d'un cos. Tingueu en compte, però, que la massa de la determinació de la força gravitacional no és reduïda. En el càlcul d'una massa pot ser substituït per la massa reduïda, si això es compensa mitjançant la substitució de l'altra massa per la suma de les dues masses. La massa reduïda s'indica per freqüència {\displaystyle \scriptstyle \mu } (Grec minúscules mu), encara que l'estàndard paràmetre gravitacional també s'indica per mitjà per {\displaystyle \scriptstyle \mu } (i així són també una sèrie d'altres magnituds físiques). Té les dimensions de la massa, i el Sistema Internacional d'Unitats en kg.

## Equació
Donats dos cossos, un amb la massa m1 i l'altre amb la massa m₂, el problema d'un cos equivalent, amb la posició d'un cos respecte a l'altre com el desconegut, és la d'un únic cos de massa
{\displaystyle m_{\text{red}}=\mu ={\cfrac {1}{{\cfrac {1}{m_{1}}}+{\cfrac {1}{m_{2}}}}}={\cfrac {m_{1}m_{2}}{m_{1}+m_{2}}},\!\,}
on la força sobre aquesta massa està donada per la força entre els dos cossos.

### Propietats
La massa reduïda és sempre menor o igual a la massa de cada cos:
{\displaystyle m_{\text{red}}\leq m_{1},\quad m_{\text{red}}\leq m_{2}\!\,}
i té la propietat additiva de reciprocitat:
{\displaystyle {\frac {1}{m_{\text{red}}}}={\frac {1}{m_{1}}}+{\frac {1}{m_{2}}}\,\!}
que per redisposició és equivalent a la meitat de la mitjana harmònica.
Si una massa (diguem-ne {\displaystyle m_{1}}) és molt inferior a l'altra, la massa reduïda es redueix a la massa més petitaː {\displaystyle {m_{\text{red}}}\approx {m_{1}}}.
Si ambdues masses són iguals ({\displaystyle m_{1}=m_{2}}), la seva massa reduïda és la meitat de totes duesː {\displaystyle {m_{\text{red}}}\approx {m_{\text{1,2}}}}.

## Derivació
L'equació es pot derivar de la següent manera.

### Mecànica newtoniana
Emprant la segona llei de Newton, la força exercida pel cos 2 al cos 1 és:
{\displaystyle \mathbf {F} _{12}=m_{1}\mathbf {a} _{1}.\!\,}
La força exercida pel cos 1 en el cos 2 és
{\displaystyle \mathbf {F} _{21}=m_{2}\mathbf {a} _{2}.\!\,}
D'acord amb la tercera llei de Newton, la força que exerceix el cos 2 al cos 1 és igual i oposada a la força que exerceix el cos 1 en el cos 2:
{\displaystyle \mathbf {F} _{12}=-\mathbf {F} _{21}.\!\,}
Per tant,
{\displaystyle m_{1}\mathbf {a} _{1}=-m_{2}\mathbf {a} _{2}.\!\,}
i
{\displaystyle \mathbf {a} _{2}=-{m_{1} \over m_{2}}\mathbf {a} _{1}.\!\,}
L'acceleració relativa arel entre els dos cossos està donada per
{\displaystyle \mathbf {a} _{\rm {rel}}=\mathbf {a} _{1}-\mathbf {a} _{2}=\left(1+{\frac {m_{1}}{m_{2}}}\right)\mathbf {a} _{1}={\frac {m_{2}+m_{1}}{m_{1}m_{2}}}m_{1}\mathbf {a} _{1}={\frac {\mathbf {F} _{12}}{m_{\rm {red}}}}.}
Així arribem a la conclusió que el cos 1 es mou respecte a la posició del cos 2 com un cos de massa igual a la massa reduïda.

### Mecànica lagrangiana
D'altra banda, una descripció de Lagrange del problema de dos cossos dona un Lagrangià de
{\displaystyle L={1 \over 2}m_{1}\mathbf {\dot {r}} _{1}^{2}+{1 \over 2}m_{2}\mathbf {\dot {r}} _{2}^{2}-V(|\mathbf {r} _{1}-\mathbf {r} _{2}|)\!\,}
on r és el vector de posició de la massa mi (de partícules {\displaystyle i}). El potencial d'energia V és una funció, ja que només depèn de la distància absoluta entre les partícules. Si definim
{\displaystyle \mathbf {r} =\mathbf {r} _{1}-\mathbf {r} _{2}}
i deixar que el centre de massa coincideix amb el nostre origen en aquest marc de referència, és a dir,
{\displaystyle m_{1}\mathbf {r} _{1}+m_{2}\mathbf {r} _{2}=0},
Aleshores
{\displaystyle \mathbf {r} _{1}={\frac {m_{2}\mathbf {r} }{m_{1}+m_{2}}},\mathbf {r} _{2}={\frac {-m_{1}\mathbf {r} }{m_{1}+m_{2}}}.}
Aleshores substituint a l'anterior dona un nou Lagrangià
{\displaystyle L={1 \over 2}m_{\text{red}}\mathbf {\dot {r}} ^{2}-V(r),}
on
{\displaystyle m_{\text{red}}={\frac {m_{1}m_{2}}{m_{1}+m_{2}}}}
és la massa reduïda. Per tant, hem reduït el problema de dos cossos a la d'un sol cos.

## Aplicacions
La massa reduïda es produeix en una multitud de problemes de dos cossos, en què la mecànica clàssica és aplicable.

### Col·lisions de partícules
En una col·lisió amb un coeficient de restitució e, el canvi en l'energia cinètica es pot escriure com a
{\displaystyle \Delta K={\frac {1}{2}}\mu v_{\rm {rel}}^{2}(e^{2}-1)},
on vrel és la velocitat relativa dels cossos abans de la col·lisió.
Per a aplicacions típiques en la física nuclear, on la massa d'una partícula és molt més gran que l'altre, la massa reduïda es pot aproximar com la massa més petita del sistema. El límit de la fórmula massa reduïda com una massa tendeix a l'infinit és la massa més petita, de manera que aquesta aproximació s'utilitza per alleujar els càlculs, especialment quan, partícules més grans de massa exacta no es coneix.

### Moviments de masses en camps gravitatoris
En el cas de l'energia potencial gravitatòria
{\displaystyle V(|\mathbf {r} _{1}-\mathbf {r} _{2}|)=-{\frac {Gm_{1}m_{2}}{|\mathbf {r} _{1}-\mathbf {r} _{2}|}}\,,}
ens trobem que la posició del primer cos que fa a la segona es regeix per la mateixa equació diferencial com la posició d'un cos amb la massa reduïda en òrbita al voltant d'un cos amb una massa igual a la suma de les dues masses, perquè
{\displaystyle m_{1}m_{2}=(m_{1}+m_{2})m_{\text{red}}\!\,}

### La mecànica quàntica no relativista
Penseu l'electró (massa me) i el protó (massa mp) en l'àtom d'hidrogen. Es mouen en òrbita al voltant d'un centre comú de massa, un problema de dos cossos. Per analitzar el moviment de l'electró, un problema d'un sol cos, la massa reduïda substitueix la massa de l'electró
{\displaystyle m_{e}\rightarrow {\frac {m_{e}m_{p}}{m_{e}+m_{p}}}}
i la massa del protó es converteix en la suma de les dues masses
{\displaystyle m_{p}\rightarrow m_{e}+m_{p}}
Aquesta idea s'utilitza per configurar l'equació de Schrödinger per a l'àtom d'hidrogen.